# Mehboob Bawa
Mehboob Bawa est un acteur sud-africain né le 28 mars 1968.

## Biographie
Mehboob Bawa a été révélé au public par le film Goodbye Bafana aux côtés de Joseph Fiennes.

## Filmographie
- Heat (1994)
- Les Aventures de Flynn Carson : Le Trésor du roi Salomon (The Librarian: Return to King Solomon's Mines) (2006) (TV)
- Goodbye Bafana (2007)